# Keosauqua (Iowa)
Keosauqua település az Amerikai Egyesült Államok Iowa államában, Van Buren megyében, melynek megyeszékhelye is. Lakosainak száma 936 fő (2020. április 1.).

## Népesség
A település népességének változása:

| 2010 | 1 006 |
| 2020 | 936   |